# Saint-Hippolyte (Charente-Maritime)
Saint-Hippolyte é uma comuna francesa na região administrativa da Nova Aquitânia, no departamento de Charente-Maritime. Estende-se por uma área de 23,28 km². Em 2010 a comuna tinha 1 461 habitantes (densidade: 62,8 hab./km²).